# فالنفيلز
والنفلدز (بالألمانية: Wallenfels) هي بلدة ألمانية تقع في بافاريا في ألمانيا. يقدر عدد سكانها بـ 3,053 نسمة .

## المدن التوأمة
مدينة Bingham, Nottinghamshire هي مدينة توأمة لـوالنفلدز.

## أعلام
- ماتياس رينغ